# سول برايس
سول برايس (بالإنجليزية: Sol Price)‏ هو شخصية أعمال ومحامي أمريكي، ولد في 23 يناير 1916 في نيويورك في الولايات المتحدة، وتوفي في 14 ديسمبر 2009 في سان دييغو في الولايات المتحدة.